# Impatiens pinfanensis
Impatiens pinfanensis är en balsaminväxtart som beskrevs av Hook. f. Impatiens pinfanensis ingår i släktet balsaminer, och familjen balsaminväxter. Inga underarter finns listade i Catalogue of Life.